# イアン・ソープ
イアン・ジェイムズ・ソープ（英語：Ian James Thorpe, 1982年10月13日 - ）は、オーストラリア連邦ニューサウスウェールズ州シドニー生まれの男性競泳選手。
オリンピックで5つの金メダルを獲得し、メダル受賞数はオーストラリア人選手として最多である。
魚雷を意味するトーピード（torpedo）をもじったソーピード（Thorpedo）の愛称を持つ。

## 人物
オーストラリアでの史上最年少記録となる15歳でオーストラリア水泳男子代表となり、1998年のパース大会の400メートルでの金メダルは、自由形として水泳男子の金メダルの最年少記録となっている。2001年世界水泳では、6つの金メダルを獲得。通算で11の世界水泳での金メダルを獲得。2004年3月29日のアテネオリンピック・オーストラリア代表選考会で、ソープは男子400mのスタートでフライングし、失格となってしまった。この際ソープは、騒音に反応してしまったと救済措置を求めたが、認められなかった。しかし、約1ヵ月後、選考会2位のクレイグ・スティーブンス（同オリンピック男子1500メートルとリレー出場）が、ソープの五輪出場を熱望する国内世論に折れる形で400mを辞退し、オーストラリア水泳連盟は特例で、金メダルを確実視されるソープに出場権を与えた。一旦失格となったソープの出場には賛否両論があったが、2004年のアテネでは、自由形200mと400mの金メダルと100mの銅メダルを獲得した。オリンピックで100-200-400の組合せでメダルを獲得したのはソープただ一人である。
2006年11月、意欲の減退を理由に現役を引退したが、2011年2月に現役復帰を表明。ロンドンオリンピック出場を目指すことになった。2006年の引退前に得意としていた400メートル自由形ではなく、100メートル・200メートル自由形やリレーに力を入れるとした。だが2012年3月の予選で敗退し、出場はならなかった。
自由形の距離別においていくつもの世界新記録を樹立し、自らその記録を塗り替え続けた。しかし、ドイツのパウル・ビーデルマンが400メートル自由形で3分40秒07の世界新記録を樹立した2009年7月26日をもって、自由形世界記録保持者からイアン・ソープの名は消えた。
身長196cm。靴のサイズは35cm。競技種目は100m、200m、400m、800m 自由形、100m 背泳ぎ、200m 個人メドレー。コーチはダグ・フロスト（1990年-2002年）、トレイシー・メンジーズ（2002年10月14日-）。マネージャーはデヴィッド・フラスカス。
2014年7月13日、ソープは出演したチャンネル10のテレビ番組で、自らが同性愛者であることを告白した。過去に同様の報道があった時や、自らの自伝では、同性愛者であることを否定していた。また、うつ病に苦しんでいることも告白している。

## 戦績（国際大会）
- 2004年 - アテネオリンピック - 100m自由形（3位）、200m自由形（1位）、400m自由形（1位）、4x100mフリーリレー（6位）、4x200mフリーリレー（2位）、4x100mメドレーリレー（予選敗退）
- 2004年 - ジャネット・エバンス国際大会 - 100m、200m、400m自由形、4x100mメドレーリレー優勝。
- 2003年 - FINA競泳ワールドカップメルボルン大会 - 50m自由形（5位）
- 2003年 - カンタススキンズ大会 - 50m自由形（1位）
- 2003年 - 世界水泳バルセロナ大会 - 400m自由形（1位）、4x100mフリーリレー（4位）、200m自由形（1位）、4x200mフリーリレー（1位）、100m自由形（3位）、200m個人メドレー（2位）、4x200mメドレーリレー（失格）
- 2002年 - パンパシフィック水泳選手権横浜大会 - 400m自由形(1位）、4x100mフリーリレー（1位）、200m自由形（1位）、4x200mフリーリレー（1位）、100m自由形（1位）、4×100mメドレーリレー（2位）
- 2002年 - マンチェスターコモンウェルス大会 -   4x100mメドレーリレー（1位）、100m背泳ぎ（2位）、100m自由形(1位）、4x200mフリーリレー（1位）、200m自由形（1位）、400m自由形（1位）、4x100mフリーリレー（1位）
- 2001年 - 世界水泳福岡大会 - 100m自由形（4位）、200m自由形（1位）,400m自由形（1位）,800m自由形（1位）,4x200mリレー（1位）,4x100mフリーリレー（1位）,4×100mメドレーリレー（1位）
- 2000年 - シドニーオリンピック - 200m自由形（2位）、400m自由形（1位）、4x100mリレー（1位）,4x200mリレー（1位）,4×100mメドレーリレー（2位）※この種目は予選のみの出場

## 水泳以外の活動

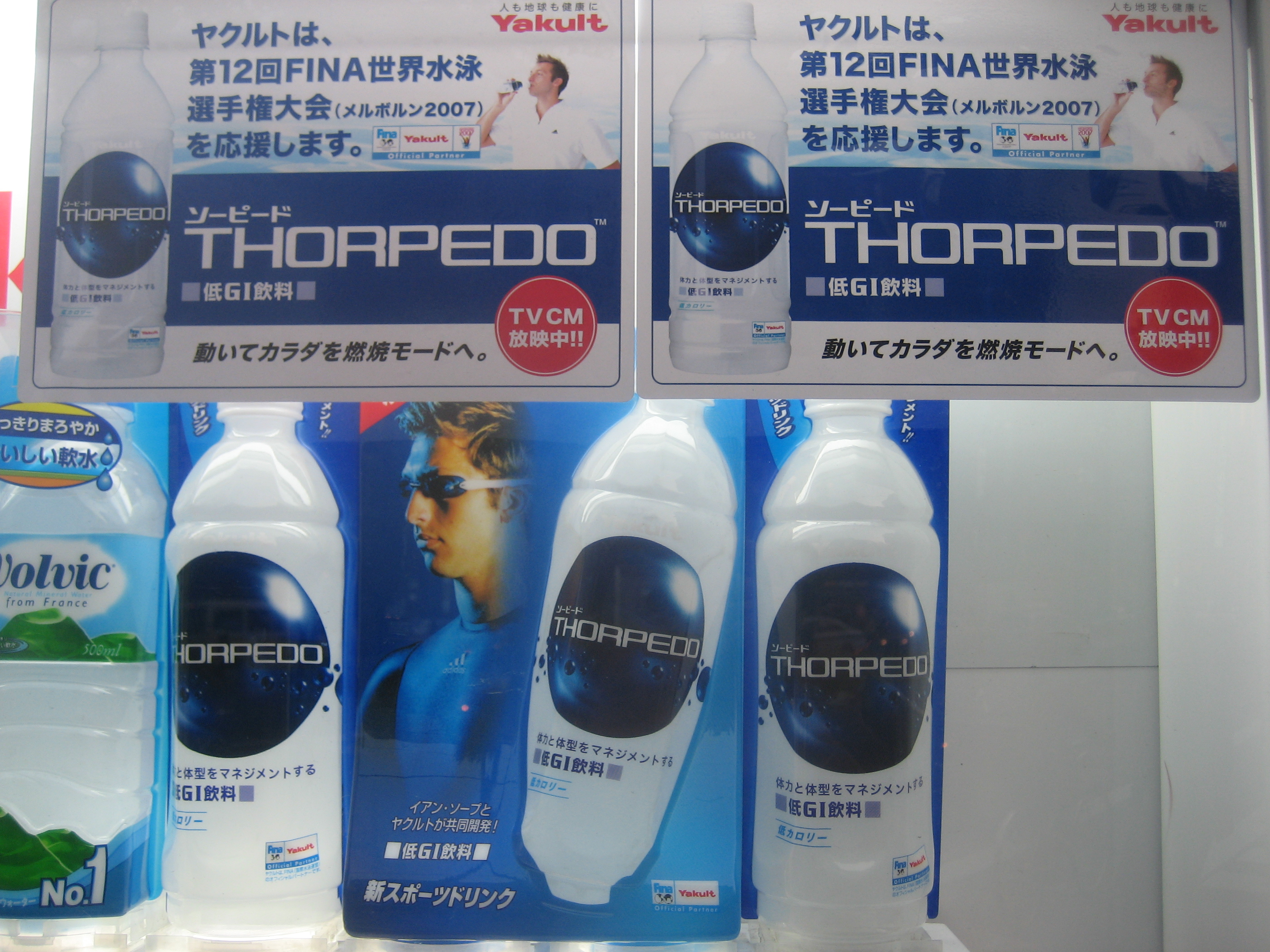
「THORPEDO」

- チャリティー活動（イアン・ソープ基金を設立し、難病と戦う子ども達を支援している。）
- オーストラリア観光親善大使
- 男性用下着をデザイン（オーストラリアのMitch Dowd Designと共同で開発。）
- 日本において世界水泳の放送局だったテレビ朝日の番組に多数出演（ドラマ『逮捕しちゃうぞ』、アニメ『あたしンち』など）
- 日本のタレント・優香と世界水泳で親友に。
- コナミスポーツクラブ・オフィシャルアドバイザリースタッフ
- ヤクルト本社との共同開発飲料「THORPEDO (ソーピード)」を発表

## その他
- 2001年9月11日、ニューヨーク滞在中に最上階からの眺望を楽しむために世界貿易センタービルに向かっていたが、途中でカメラを忘れたことに気づいて引き返したためにアメリカ同時多発テロ事件から難を逃れている。